# Monticello (Illinois)
Monticello és una població dels Estats Units a l'estat d'Illinois. Segons el cens del tenia 5.138 habitants.

## Demografia
Segons el cens del 2000, Monticello tenia 5.138 habitants, 2.146 habitatges, i 1.446 famílies. La densitat de població era de 665,7 habitants/km².
Dels 2.146 habitatges en un 29,2% hi vivien nens de menys de 18 anys, en un 58,4% hi vivien parelles casades, en un 6,8% dones solteres, i en un 32,6% no eren unitats familiars. En el 29,7% dels habitatges hi vivien persones soles el 16,6% de les quals corresponia a persones de 65 anys o més que vivien soles. El nombre mitjà de persones vivint en cada habitatge era de 2,34 i el nombre mitjà de persones que vivien en cada família era de 2,91.
Per edats la població es repartia de la següent manera: un 23,4% tenia menys de 18 anys, un 6,1% entre 18 i 24, un 26,4% entre 25 i 44, un 24,3% de 45 a 60 i un 19,9% 65 anys o més.
L'edat mediana era de 42 anys. Per cada 100 dones de 18 o més anys hi havia 83,2 homes.
La renda mediana per habitatge era de 45.754 $ i la renda mediana per família de 57.287 $. Els homes tenien una renda mediana de 41.074 $ mentre que les dones 24.130 $. La renda per capita de la població era de 23.257 $. Aproximadament el 2,3% de les famílies i el 3,8% de la població estaven per davall del llindar de pobresa.

## Poblacions més properes
El següent diagrama mostra les poblacions més properes.